# 三波春夫の三五郎街道
『三波春夫の三五郎街道』（みなみはるおのさんごろうかいどう）は、1963年10月6日から同年12月29日まで日本テレビ系列局で放送されていた日本テレビ製作の時代劇である。ミツウロコの一社提供。放送時間は毎週日曜 12:15 - 12:45 （日本標準時）。

## 出演者
- 追分三五郎：三波春夫
- 花園ひろみ
- 永井柳太郎
- 伊達正三郎